# Januar 2007
Portal Geschichte | Portal Biografien | Aktuelle Ereignisse | Jahreskalender | Tagesartikel

◄ |
20. Jahrhundert |
21. Jahrhundert

◄ |
1970er |
1980er |
1990er |
2000er
| 2010er | 2020er | 2030er | ►

◄ |
2003 |
2004 |
2005 |
2006 |
2007
| 2008 | 2009 | 2010 | 2011 | ►

◄ |
Oktober 2006 |
November 2006 |
Dezember 2006 |
Januar 2007 |
Februar 2007 |
März 2007 |
April 2007 |
►
Dieser Artikel behandelt tagesbezogene Nachrichten und Ereignisse im Januar 2007.

## Tagesgeschehen

### Montag, 1. Januar 2007

Logo der EU-Ratspräsidentschaft Deutschlands

Die Ausdehnung der EU auf 27 Staaten, gelb: Bulgarien, Rumänien

- Berlin/Deutschland: Die Umsatzsteuer in Deutschland wird um 3 % auf 19 % erhöht und die Pendlerpauschale für die ersten 20 km Arbeitsweg gekürzt. Diverse steuerliche Vergünstigungen im Einkommensteuerrecht entfallen. Gleichzeitig haben Eltern ab heute Anspruch auf Elterngeld.[1]
- Berlin/Deutschland: Die Bundesrepublik Deutschland übernimmt für sechs Monate den Vorsitz im Rat der Europäischen Union (EU). Bundeskanzlerin Angela Merkel will die Ratspräsidentschaft vor allem der Einführung einer EU-Verfassung widmen und neue Grundlagen für bessere Kommunikation in der Staatengemeinschaft schaffen. 19 Mitgliedstaaten der EU ratifizierten bisher den Verfassungsentwurf, jedoch lehnten ihn die französischen und niederländischen Wähler 2005 per Volksabstimmung ab.[2][3]
- Bern/Schweiz: Micheline Calmy-Rey von der Sozialdemokratischen Partei wird Bundespräsidentin. Zugleich tritt die Revision des Partnerschaftsgesetzes mit Neuerungen im Bereich Homosexualität in Kraft, über die 2005 per Volksabstimmung entschieden wurde.[4][5]
- Bukarest/Rumänien, Sofia/Bulgarien: Bulgarien und Rumänien sind seit Mitternacht Mitglieder der Europäischen Union (EU), aber das Recht auf die freie Wahl des Arbeitsplatzes gilt für die Staatsbürger der beiden neuen Mitgliedstaaten vorläufig nicht in der gesamten EU, weil dies eine Übergangsfrist in einigen Staaten verhindert.[6]
- Ljubljana/Slowenien: Das Land ersetzt die 1991 eingeführte Währung Tolar durch den Euro. Ein Euro entspricht 239,64 Tolar. Slowenien ist der wirtschaftlich erfolgreichste Nachfolgestaat Jugoslawiens und trat der Europäischen Union mit neun weiteren Staaten im Mai 2004 bei.[7]
- Luxemburg, Sibiu/Rumänien: Nach Beschluss der Kommission der Europäischen Union sind die „Großregion Luxemburg“ und Sibiu die Kulturhauptstädte Europas 2007. Luxemburg schlug die 170.000-Einwohner-Stadt Sibiu als Partner vor, weil das Siweberjesch Såksesch der dortigen deutschen Minderheit, die Sibiu gewöhnlich als „Hermannstadt“ bezeichnet, dem in Luxemburg gesprochenen Lëtzebuergesch ähnlich sei.[8][9][10]
- New York/Vereinigte Staaten: UNO-Generalsekretär Kofi Annan übergibt sein Amt nach 10 Jahren an den Südkoreaner Ban Ki-moon, der von der Generalversammlung im Oktober 2006 gewählt wurde.[11]
- New York/Vereinigte Staaten: Belgien, Indonesien, Italien, Panama und Südafrika werden neue nichtständige Mitglieder im Sicherheitsrat der Vereinten Nationen.[12]
- Surabaya/Indonesien: Eine Boeing 737-400-Passagiermaschine der Fluggesellschaft Adam Air wird auf dem Weg von Java/Surabaya zur nordöstlichen Insel Sulawesi (Celebes) seit 13.00 Uhr MEZ vermisst. An Bord befinden sich 96 Passagiere und sechs Besatzungsmitglieder. Laut einem Fluglotsen ist die Maschine in extremes Schlechtwetter geraten und vermutlich wegen Treibstoffmangels abgestürzt, da sie nur Benzin für die geplanten vier Stunden Flugzeit an Bord hatte.[13]
- Wolfsburg/Deutschland: Bei der Volkswagen AG löst Martin Winterkorn als neuer Konzernchef Bernd Pischetsrieder ab.

### Dienstag, 2. Januar 2007

Flagge der Aborigines

- Bad Reichenhall/Deutschland: Ein Jahr nach dem Einsturz der städtischen Eislauf- und Schwimmhalle wegen baulicher Mängel unter einer Schneelast gedenkt die Stadt der 15 Todesopfer. Für sechs Minuten läuten alle Kirchenglocken. Oberbürgermeister Herbert Lackner (CSU), Hinterbliebene und Rettungskräfte legen einen Kranz an der provisorischen Gedenkstätte am einstigen Standort der Halle nieder.[14]
- Berlin/Deutschland: Innenminister Wolfgang Schäuble steht wegen seines Vorhabens, den Abschuss entführter Flugzeuge in einem im Grundgesetz verankerten „Quasi-Verteidigungsfall“ zu erlauben, in der Koalition unter heftiger Kritik. Die SPD-Fraktion werde nach Aussage ihres innenpolitischen Sprechers Dieter Wiefelspütz einer „Aufweichung des Grundgesetzes“ nicht zustimmen, und das Grundgesetz kenne keinen „Quasi-Verteidigungsfall“. Die Frage, welches Handeln bei drohenden Flugzeugattentaten wie bei den Terroranschlägen am 11. September 2001 in den Vereinigten Staaten geboten ist, wird seit Jahren kontrovers diskutiert.[15]
- Berlin/Deutschland: Das Community-Portal StudiVZ wird für bis zu 100 Millionen Euro an die Verlagsgruppe Georg von Holtzbrinck verkauft. Die bisherigen Betreiber um Ehssan Dariani, die in den vergangenen Monaten heftig kritisiert wurden, sollen weiterhin im Management verbleiben.[16]
- Canberra/Australien: Die indigenen Aborigines erhalten nach einem zehnjährigen Rechtsstreit ihre Rechte auf die Regenwälder an der australischen Ostküste zurück. Sie dürfen das 6.000 km² umfassende Gebiet, das an die Byron Bay und an die beliebtesten Strände im Süden von Queensland grenzt, nun zur Jagd und zum Fischfang nutzen sowie mehrere Nationalparks (Border Ranges und Toonumbar) verwalten. Gerade von Letzterem erhoffen sich die Aborigines zusätzliche Arbeitsplätze.[17]
- Madrid/Spanien: Das seit einem Jahr bestehende öffentliche Rauchverbot, das eines der strengsten in Europa ist, veranlasste bislang circa 750.000 Einwohner dazu, ihren Tabakkonsum einzustellen. Der Anteil der Raucher liegt nun bei 23,7 %. Die Nikotin-induzierten Herzinfarkte gingen um 10 % zurück. Im Jahr 2006 seien rund 200 Millionen Zigarettenpackungen weniger abgesetzt worden als 2005. Inzwischen befürworten 67 % der Befragten das Rauchverbot, dessen Einhaltung jedoch nur gelegentlich überwacht wird.[18]
- Makassar/Indonesien: Entgegen ersten Angaben wurde das Wrack des seit gestern vermissten Passagierflugzeugs der Fluggesellschaft Adam Air mit 102 Personen an Bord in den Bergen der Insel Sulawesi nicht gefunden; vermutlich stürzte die Boeing 737 in ein Randmeer des Pazifiks. Die Angehörigen der Vermissten richten ihren Unmut gegen die Informationspolitik der Regierung, die zunächst von zehn von zwölf Überlebenden sprach.
- Nürnberg/Deutschland: Eine Studie des Instituts für Arbeitsmarkt- und Berufsforschung kommt zu dem Schluss, dass die Erhöhung der Umsatzsteuer von 16 % auf 19 % in den nächsten drei Jahren 190.000 Arbeitsplätze kosten wird, wenn die Mehreinnahmen großteils entsprechend dem Haushaltsbegleitgesetz 2006 zur Budgetkonsolidierung des Bunds verbraucht werden. Da nicht nur 1 Prozentpunkt der Beiträge zur Arbeitslosenversicherung wegfallen, sondern auch die steuerfinanzierten Zuschüsse zur Renten- und Krankenversicherung in fast gleicher Höhe gekürzt werden, ergibt sich laut der Studie ein „Nullsummenspiel“.[19]
- Wien/Österreich: Nach dem Tod der Innenministerin Liese Prokop (ÖVP) wird Bundeskanzler Wolfgang Schüssel (ÖVP) als neuer Innenminister angelobt. Die Aufgabenhäufung wird nur kurze Zeit anhalten, da die Verhandlungen über eine Große Koalition mit der SPÖ am 11. Januar beendet sein sollen.[20]

### Mittwoch, 3. Januar 2007

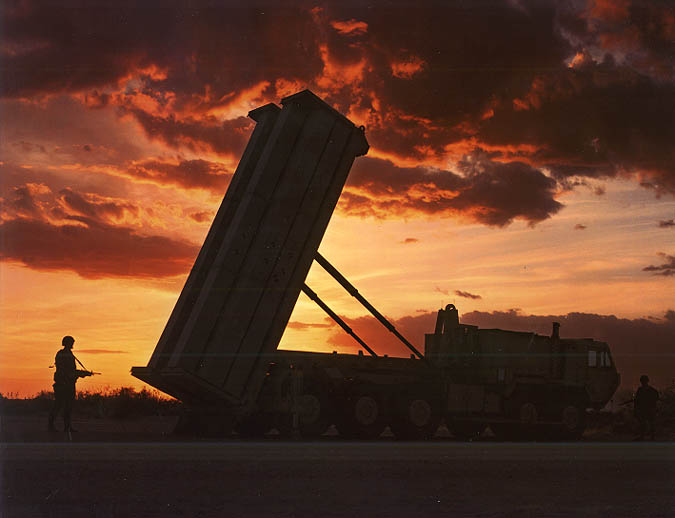
Startrampe der Terminal High Altitude Area Defense

- Berlin/Deutschland: Nach Einschätzungen des Deutschen Instituts für Wirtschaftsforschung und des Bundesverbandes der Verbraucherzentralen müssen sich deutsche Endverbraucher anlässlich der „Hochpreisstrategie“ des russischen Unternehmens Gazprom auf steigende Erdgaspreise einstellen. Der Energieversorger Wingas, Tochter der Wintershall AG und der russischen OAO Gazprom, hält solche Befürchtungen für unbegründet.[21][22]
- Bethesda/Vereinigte Staaten: Der Rüstungskonzern Lockheed Martin Corp. erhält von der Regierung der Vereinigten Staaten einen Großauftrag über 619 Millionen US-Dollar. Dafür soll der Konzern der Missile Defense Agency bis 2009 das Waffensystem Terminal High Altitude Area Defense liefern. Das Abwehrsystem gegen ballistische Raketen umfasst 48 Abfangsysteme, sechs Abschussrampen, zwei Feuerkontrollen sowie Kommunikationseinheiten.[23]
- Brüssel/Belgien: Angeführt von der Französin Janelly Fourtou, der Gattin des Vorstandsvorsitzenden des Medienkonglomerats Vivendi, wollen einige Abgeordnete des Parlaments der Europäischen Union sämtliche Urheberrechtsverstöße kriminalisieren. Ihre Änderungsanträge zur Bewahrung geistigen Eigentums verwerfen die Beschränkung von Urheber- oder Markenrechtsverletzungen auf Taten „gewerblichen Ausmaßes“ – sie wollen, dass sich auch Nutzer von Tauschbörsen im Internet für Piraterie verantworten müssen. Die niederländische Liberale Toine Manders fordert, dass jeder Kauf einer Schwarzkopie als „Hehlertätigkeit“ angesehen und entsprechend geahndet werde. In der Minderheit befinden sich jene Parlamentarier wie Eva Lichtenberger oder Edith Mastenbroeck, die den Geltungsbereich der Richtlinie gemäß den Empfehlungen des Industrieausschusses auf absichtlich begangene Markenrechtsverletzungen und Urheberrechtspiraterie beschränken möchten.[24]

### Donnerstag, 4. Januar 2007
- Brüssel/Belgien: Die Kommission der Europäischen Union verlangt nach einer Beschwerde der Deutschen Umwelthilfe (DUH) über die demonstrative Motorsägen-Entwaldungsaktion des niedersächsischen Umweltministers Hans-Heinrich Sander (FDP) in einem Biosphärenreservat eine detaillierte Auskunft bis zum 20. Januar über die vorgenommenen Eingriffe. Es besteht ein Verdacht auf Verletzung europäischen Umweltrechts. Die DUH meldet, sie wolle den „Amoklauf Sanders an der Elbe“ stoppen.[25]
- München/Deutschland: Die Diskussion um die Spitzenkandidatur der CSU bei der Landtagswahl in Bayern 2008 hält an. Gabriele Pauli, Landrätin von Fürth und prominenteste Kritikerin von CSU-Ministerpräsident Edmund Stoiber, kündigt wegen dessen schwachen Umfrageergebnissen ein innerparteiliches Votum an. Während sich eine Reihe CSU-Politikerinnen schützend vor den Ministerpräsidenten stellte, wiederholt Pauli den Vorwurf der Frauenfeindlichkeit: „Mir scheint, dass er im Umgang mit Frauen in politischen Ämtern ein Problem hat.“ Zu einem Mann hätte er möglicherweise nicht wie zu ihr gesagt: „Sie sind nicht wichtig.“

### Freitag, 5. Januar 2007

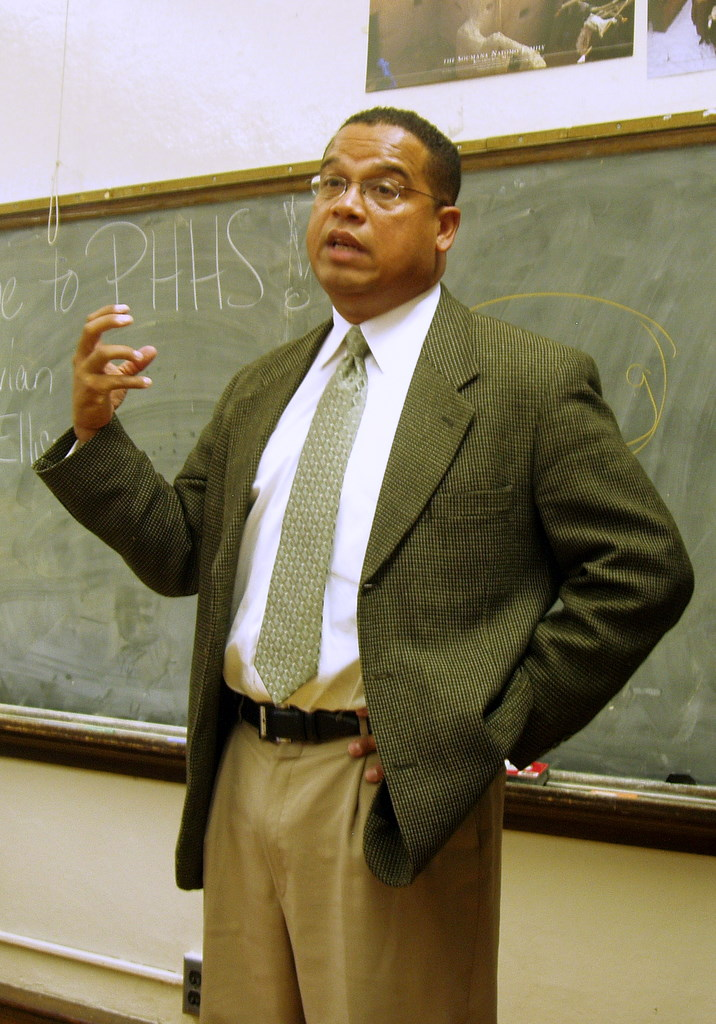
Keith Ellison

- Hamburg/Deutschland: Der marokkanische Terrorist Mounir al-Motassadeq steht zum dritten Mal vor Gericht. Das Hanseatische Oberlandesgericht muss über das Strafmaß für den Marokkaner entscheiden, der die Attentäter vom 11. September 2001 logistisch vorbereitete und „ihnen den Rücken freihielt“. Der Bundesgerichtshof (BGH) in Karlsruhe hatte im November 2006 den Schuldspruch des OLG aus dem August 2005 gegen al-Motassadeq verschärft und das Verfahren zur Festsetzung der Strafe nach Hamburg zurückverwiesen. Die Richter verurteilten ihn nicht nur aufgrund seiner Mitgliedschaft in einer terroristischen Vereinigung, sondern auch wegen Beihilfe zum Mord an 246 Passagieren und Besatzungsmitgliedern der zum Absturz gebrachten vier Flugzeuge. Der BGH sah es als sicher an, dass er von dem Plan detailliert gewusst habe. Zunächst sind fünf Verhandlungstage anberaumt. Das Strafmaß kann 15 Jahre Haft umfassen.[26]
- Los Angeles/Vereinigte Staaten: In der kalifornischen Metropole werden die Nominierungen für die Preise der Screen Actors Guild bekanntgegeben. In der Einigkeit der nominierten Filme erlauben sich erste Rückschlüsse auf beste Oscar-Chancen der Filme Babel, Departed – Unter Feinden und Little Miss Sunshine.[27]
- Madrid/Spanien: Nahezu eine Woche nach dem Bombenanschlag der baskischen Untergrundorganisation ETA auf den Madrider Flughafen Barajas birgt man die Leiche des zweiten Todesopfers in einem Autowrack.[28]
- Sydney/Australien: Der französische Konzern Axa verkauft den im Juni 2006 erworbenen US-Versicherungszweig der Winterthur Group an die australische QBE Insurance. Die Transaktion beläuft sich auf 1,156 Milliarden US-Dollar (2,2 Milliarden Franken). Die in Immobilien und Haftpflicht tätige Winterthur US erzielte 2006 Prämieneinnahmen von 1,48 Milliarden US-Dollar und 81 Millionen US-Dollar Reingewinn. Die Zustimmung der Behörden wird im 2. Quartal erwartet.[29]
- Washington, D.C./Vereinigte Staaten: Bundeskanzlerin Angela Merkel regt bei ihrer Visite bei US-Präsident George W. Bush ein neues Treffen des Nahost-Quartetts an, um den Friedensprozess zwischen Israelis und Palästinensern zu beleben. Bush spricht von „einer gute Idee“ der neuen G8-Vorsitzenden. Das Ziel seien „zwei Demokratien, die das Existenzrecht der anderen unterstützen“. US-Außenministerin Condoleezza Rice werde deshalb in Kürze in den Nahen Osten reisen. Das „Nahost-Quartett“ bildete sich im Sommer 2000, nachdem die in Oslo 1993 vereinbarten Friedensverhandlungen scheiterten.[30]
- Washington, D.C./Vereinigte Staaten: In der konstituierenden Sitzung des Kongresses legt mit dem Abgeordneten für den Bundesstaat Minnesota Keith Ellison von der Demokratischen Partei erstmals ein Abgeordneter seinen Eid auf den Koran ab.[31]

### Samstag, 6. Januar 2007
- Lissabon/Portugal: Eine Woche später als in den letzten Jahren startet die Rallye Dakar, auf deren erster Etappe von Lissabon nach Portimão Autos der Volkswagen AG die Plätze 1 bis 5 belegen.[32]

### Sonntag, 7. Januar 2007

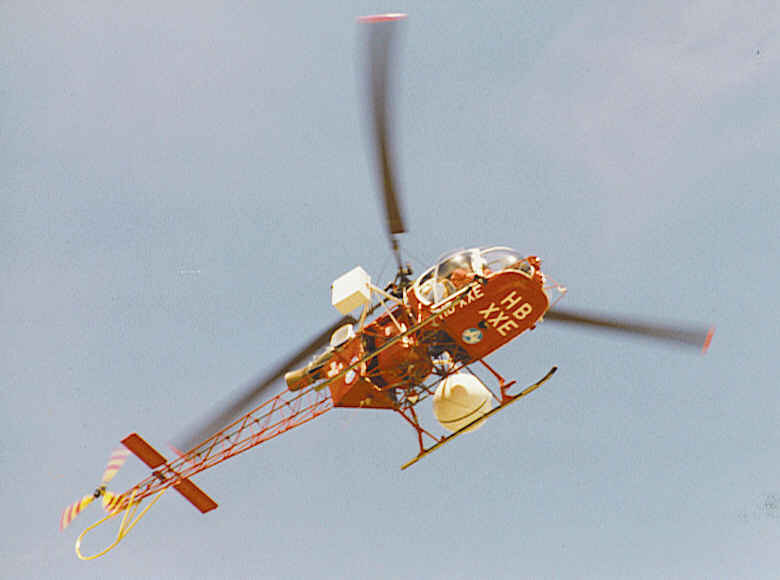
Baugleiche Lama Alouette II

- Adelboden/Schweiz: Beim alpinen Slalom der Herren gelingt Marc Berthod das Bravourstück, als 27. des ersten Laufs im zweiten Lauf Bestzeit mit zwei Sekunden Vorsprung zu fahren. Erstmals seit 1999 siegt damit wieder ein Schweizer in einem Torlauf. Zweiter wird der österreichische Favorit Benjamin Raich.[33]
- Bischofshofen/Österreich: Der norwegische Skispringer Anders Jacobsen gewinnt die 55. Vierschanzentournee bei seiner ersten Teilnahme. Nach einem vierten Rang in Oberstdorf, einem fünften in Garmisch-Partenkirchen, dem Sieg in Innsbruck und dem zweiten Platz beim letzten Springen gewinnt die Entdeckung der Saison seinen größten Erfolg. Zweiter im Gesamtklassement wird der Österreicher Gregor Schlierenzauer vor dem Schweizer Simon Ammann. Bester Deutscher wurde Michael Uhrmann als Neunter. Skisprung-Bundestrainer Peter Rohwein steht aufgrund des durchwachsenen Abschneidens seiner Athleten weiterhin in der Kritik, wird aber den Kader zumindest bis zur Ski-WM in Sapporo betreuen.[34]
- Salin-de-Giraud/Frankreich: Beim Absturz eines leichten Hubschraubers vom Typ Alouette II in der südfranzösischen Camargue nahe dem Vaccères-See werden drei Zuschauer während des Startvorgangs enthauptet. Eine weitere Frau ist lebensgefährlich verletzt. Die Opfer gehören zu den Gästen eines nahe gelegenen Restaurants, die sich den Start auf dem zugehörigen Parkplatz anschauen wollten. Die Insassen des Hubschrauber kommen ohne Verletzungen davon.[35]
- Warschau/Polen: Der vorgesehene Erzbischof Stanisław Wielgus reicht beim Papst seinen Rücktritt ein, was dieser akzeptiert und als Interimnachfolger Kardinal Józef Glemp eingesetzt. Im Dezember 2006 wurde Wielgus vorgeworfen, beim früheren KP-Geheimdienst Informant gewesen zu sein. Eine Presseerklärung des Vatikans stellt die Beschädigung von Wielgus’ Ansehen fest, „auch bei den Gläubigen. Deshalb scheint der Verzicht […] die angemessene Lösung zu sein.“ Der Fall sei nicht der erste und kaum der letzte, doch solle man bedenken, dass das belastende Material „von Funktionären eines diktatorischen und erpresserischen Regimes angefertigt wurde“. Bereits zwei Tage zuvor veröffentlichte die polnische Tageszeitung Dziennik eine Umfrage, nach der 67 Prozent der Befragten den Rücktritt von Wielgus befürworteten.[36][37]

### Montag, 8. Januar 2007
- Düsseldorf/Deutschland: Die Beratungen um die Lösung der BenQ Mobile-Insolvenz zwischen dem Insolvenzverwalter, Vertretern der nordrhein-westfälischen Landesregierung und einem deutsch-amerikanischen Investorengremium werden ohne Ergebnis beendet. Bei den Rettungsversuchen sollten 800 Mitarbeiter der Produktion in Kamp-Lintfort vor der Arbeitslosigkeit bewahrt bleiben. Die Verhandlungen scheiterten, weil die Investoren umfangreiche Bürgschaften des Landes und eine kostenfreie Zurverfügungstellung der Arbeitskräfte in den ersten Monaten forderten. Allein Letzteres ist schon aus rechtlichen Gründen unmöglich, da die Bundesagentur für Arbeit in einem derartigen Fall keine Beiträge auszahlen könnte.[38] Die Belegschaft hofft nun auf die Beratungen mit einem US-amerikanischen Investor, der Firma Sentex Technologies mit Sitz in Cleveland, der sogar 1.700 Arbeitsplätze in Nordrhein-Westfalen und München retten möchte und seine Pläne in München am 9. Januar bekannt geben wird.[39]
- Hamburg/Deutschland: Der marokkanische Terrorist Mounir al-Motassadeq wird vom Hanseatischen Oberlandesgericht als verantwortlicher Mittäter der Anschläge vom 11. September 2001 wegen Beihilfe zum Mord in über 200 Fällen zur Höchststrafe von 15 Jahren Haft verurteilt. Die Verteidiger kündigen umgehend Revision des Urteils beim Bundesgerichtshof an.[40]
- Riad/Saudi-Arabien: Zum dritten Mal kommt ein Kind beim „Nachspielen“ der Exekution von Saddam Hussein ums Leben. Nach Fällen eines zehnjährigen Jungen in Texas und eines Neunjährigen in Pakistan hat sich nun auch ein Zwölfjähriger in Saudi-Arabien unfreiwillig erhängt, nachdem Fernsehsender das mit einem Mobiltelefon aufgenommene Video der Hinrichtung vom 30. Dezember 2006 ausgestrahlt hatten.[41]
- Wien/Österreich: 99 Tage nach den Wahlen werden die Regierungsverhandlungen für eine Große Koalition erfolgreich abgeschlossen. Die SPÖ stellt mit Alfred Gusenbauer den Bundeskanzler und fünf Minister, die ÖVP ebenso viele Minister, darunter Finanz- und Innenminister, was an der SP-Basis heftig kritisiert wird. Am Dienstag entscheiden die Parteigremien über ihre Zustimmung, am 11. Januar soll die Regierung angelobt werden. Ob der bisherige Bundeskanzler Wolfgang Schüssel den Vizekanzler übernimmt, wird ÖVP-intern noch beraten.[42]

### Dienstag, 9. Januar 2007

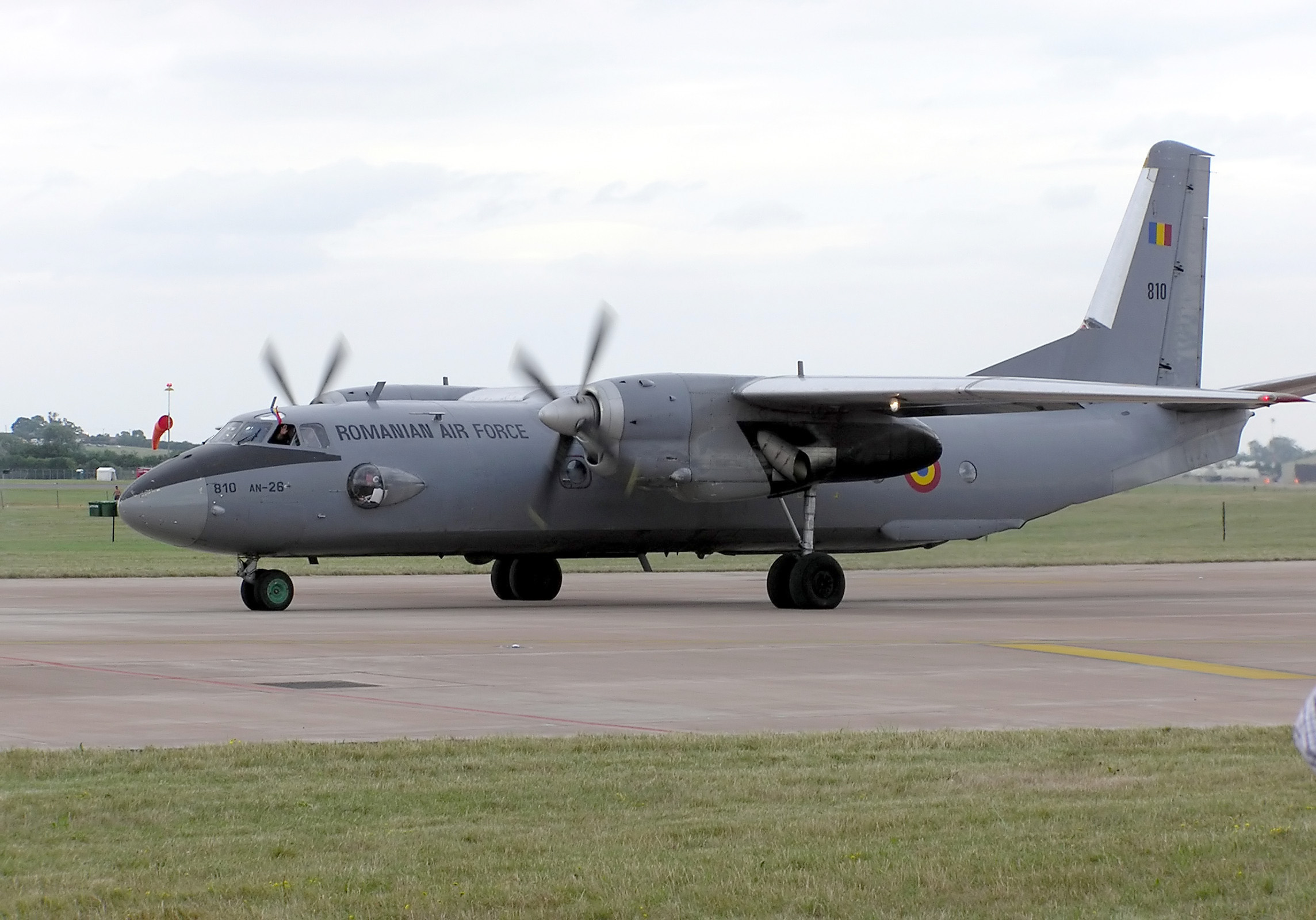
Antonow An-26

- Balad/Irak: Beim Absturz einer türkischen Chartermaschine vom Typ Antonow An-26 bei dichtem Nebel 2,5 km vor der Landebahn des US-Militärflugplatz Balad kommen 33 Insassen ums Leben. Nach ersten Angaben des Außenministeriums überleben zwei Menschen den Absturz.[43][44]
- Minsk/Belarus, Moskau/Russland: Nach der mühsamen Einigung auf neue Erdgaspreise (100 statt 50 Dollar pro 1000 m²) eskaliert der Gasstreit nochmals. Belarus will eine Transitsteuer für die Pipelines durch sein Staatsgebiet einheben, was die russische Transneft mit der Sperre der wichtigen Druschba-Pipeline beantwortet. Offiziell wirft Moskau den Belorussen vor, illegal Erdgas aus den Leitungen abzuzapfen. Die Gasversorgung Tschechiens, Polens und Deutschlands (20 % des Bedarfs) sind bereits betroffen, während Österreichs OMV noch kein Problem sieht. Bundeskanzlerin Angela Merkel warnt vor zu großer Abhängigkeit von Russland, das die Energiecharta von 1994 zwar unterzeichnet, aber nie ratifiziert hat.[45]
- Ouarzazate/Marokko: Auf der vierten Etappe von Errachidia nach Ouarzazate der Rallye Dakar verunglückt der südafrikanische 29-jährige Motorradrallyefahrer Elmer Symons mit seiner privaten KTM bei einem Sturz in den Sanddünen tödlich. Das innerhalb von acht Minuten am Unfallort herbeigeeilte Rettungsteam kann nur noch seinen Tod feststellen. Symons ist das 54 Todesopfer in der Geschichte der Rallye Dakar. Währenddessen verteidigt VW-Pilot Carlos Sainz seinen Spitzenplatz vor seinen Teamkollegen, dem Vorjahreszweiten Giniel de Villiers, mit dem zweiten Tagesrang hinter Jean-Louis Schlesser. Bei den Motorräder kann Vorjahressieger Marc Coma erstmals die Spitze erringen.[46][47]
- San Francisco/Vereinigte Staaten: Apple stellt das iPhone auf der Macworld Conference & Expo vor.[48]
- Tokio/Japan: Japan hat erstmals seit dem Zweiten Weltkrieg wieder ein Verteidigungsministerium und nimmt damit Abschied von seiner pazifistischen Leitlinie in der Verfassung. Bei einem Festakt nannte Ministerpräsident Shinzō Abe die „dramatisch veränderte Lage der Nationalen Sicherheit“ als Grund dieser Entscheidung.[49]
- Washington, D.C./Vereinigte Staaten: Präsident George W. Bush gibt im Zuge seiner veränderten Irakpolitik den Einsatz von noch mehr Soldaten in den Irak bekannt. Genauere Angaben über seine Strategie werden für den 11. Januar erwartet. Auf Grund diverser Verpflichtungen, die der Irak erfüllte, werden die Truppen von derzeit 140.000 auf 160.000 Mann verstärkt. Die Opposition legt gegen diese Maßnahme Protest ein.[50]

### Mittwoch, 10. Januar 2007

Flagge der ASEAN

- Guinea: In Guinea beginnt ein Generalstreik, bei dem es in den folgenden Tagen zu Ausschreitungen mit Todesopfern kommt. Die Opposition fordert den Rücktritt von Präsident Lansana Conté.
- Managua/Nicaragua: Daniel Ortega wird als Präsident von Nicaragua vereidigt.[51]
- Manila/Philippinen: Kurz vor Eröffnung des ASEAN-Gipfels mit 16 Staats- und Regierungschefs in Manila explodieren zwei Sprengsätze auf den Philippinen. Im 1000 km südlich davon entfernten General Santos City detonierte eine Bombe auf einem belebten Wochenmarkt. Sechs Menschen werden getötet, 23 weitere verletzt. Bei einem zusätzlichen Terroranschlag auf einen Polizeiposten im benachbarten Kidapawan werden sechs Menschen verletzt. Auch wenn die dortige Regierung den letzten Termin des Gipfels im Dezember 2006 auf diesen Monat aufgrund einer angeblichen Taifungefahr verschoben hatte und insgeheim von muslimischen Terrordrohungen gesprochen wurde, erklärt der philippinische Außenminister Alberto Romulo, dass die Sicherheit aller Teilnehmer gewährleistet sei.[52]
- Minsk/Belarus: Belarus kündigt einen Kompromiss im Ölstreit mit Russland an. Präsident Aljaksandr Lukaschenka teilt mit, in einem Telefonat mit dem Präsidenten Russlands Wladimir Putin einen bisher noch nicht von russischer Seite bestätigten Konsens gefunden zu haben. EU-Kommissionspräsident José Manuel Barroso bezeichnet erneut die Unterbrechung der von Öllieferungen aus Russland als „nicht akzeptabel“.[53]
- Osnabrück/Deutschland: Das Transrapid-Unglück im September 2006 ist nach Expertenangaben der Staatsanwaltschaft Osnabrück auf unterschiedliche, nicht kompatible Kommunikationssysteme zurückzuführen: „Das Sonderfahrzeug und der Transrapid konnten nicht kommunizieren.“[54]

### Donnerstag, 11. Januar 2007

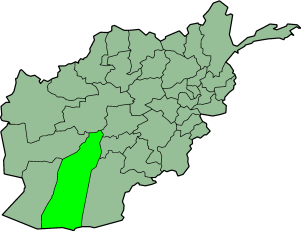
Lage der Provinz Helmand in Afghanistan

- Berlin/Deutschland, Brüssel/Belgien: Nach dreitägigem Lieferstopp kommt über Polen wieder Erdöl aus Russland in den Raffinerien von Leuna und Schwedt an. Der Minister des Auswärtigen Frank-Walter Steinmeier, zur Zeit auch EU-Ratspräsident, kündigt neue Gespräche mit Russland über die zukünftigen Fundamente des bi- bzw. multilateralen Energiehandels an. Auch die EU-Kommission reagiert erleichtert auf die Wiederaufnahme der Lieferungen.[55]
- Bern/Schweiz: Die Stadt Bern erhält nach juristischen Querelen ihre nächste Großbaustelle. Ab Ende Januar 2007 wird der Bahnhofplatz für 80 Millionen Franken im Zug der Sanierung von zwei Straßenbahnwendeschleifen umgebaut werden. Die zuständige Baudirektorin Regula Rytz spricht von der „größten und kompliziertesten Baustelle, welche die Stadt Bern je gesehen hat.“[56]
- Dhaka/Bangladesch: Präsident Iajuddin Ahmed verhängt nach schweren Unruhen vor der Durchführung der am 22. Januar geplanten umstrittenen Parlamentswahl den Ausnahmezustand über sein Land. Er beabsichtigt damit „freie und faire“ Wahlen zu gewährleisten. Außerdem tritt er von seinem Amt als Chef der Übergangsregierung zurück, um es seinem Berater Fazlul Haque zu übertragen. Die Unruhen entzündeten sich aufgrund von Vorwürfen der Fälschung von Wahllisten durch die oppositionelle Awami-Liga, die der Regierung vorwirft 14 Millionen „Phantomwähler“ erfunden zu haben. Die Europäische Union und die UNO ziehen ihre Wahlbeobachter aus Bangladesch ab.[57]
- Grenoble/Frankreich: Der russische Milliardär Michail Prochorow, Chef des Minenkonzerns OAO Norilsk, wird bei einer Razzia im Nobel-Skiort Courchevel wegen Beteiligung an einem Luxus-Callgirlring festgenommen und nach Angaben des Staatsanwalts Xavier Richaud verhört.[58]
- Helmand/Afghanistan: In der südafghanischen Provinz Helmand werden nach Angaben des Polizeichef Mohammad Nabi Mullahchail bei einem NATO-Angriff auf Stellungen der Taliban 16 Zivilisten und 13 Taliban getötet. Ein Sprecher der britischen Truppen behauptet hingegen, dass nach gegenwärtigen Angaben alle Getöteten zu den Taliban gehören.[59]
- Orbit: Eine chinesische Antisatellitenwaffe trifft in 800 km Höhe den chinesischen Wettersatelliten Fengyun-1C. Es ist der erste erfolgreiche Abschuss eines Satelliten durch die Volksrepublik China.[60]
- Washington, D.C./Vereinigte Staaten: US-Präsident George W. Bush kündigt in TV-Ansprache die vom Kongress kritisierte Entsendung weiterer 21.500 Soldaten in den Irak an. Außerdem bekräftigt er zum zweiten Mal seine im Dezember 2006 erstmals gemachte Aussage, die Verhältnisse im Irak unterschätzt zu haben.[61]
- Wien/Österreich: Die neue Bundesregierung Gusenbauer wird angelobt. Die Veranstaltung muss unter schwerem Polizeischutz abgehalten werden, während die 1.500 bis 2.000 in erster Linie studentischen Demonstranten lauthals „Wer hat uns verraten – Die Sozialdemokraten“ skandieren. In Salzburg mauern Mitglieder des VSStÖ und der Gewerkschaftsjugend die SPÖ-Zentrale zu.[62]

### Freitag, 12. Januar 2007

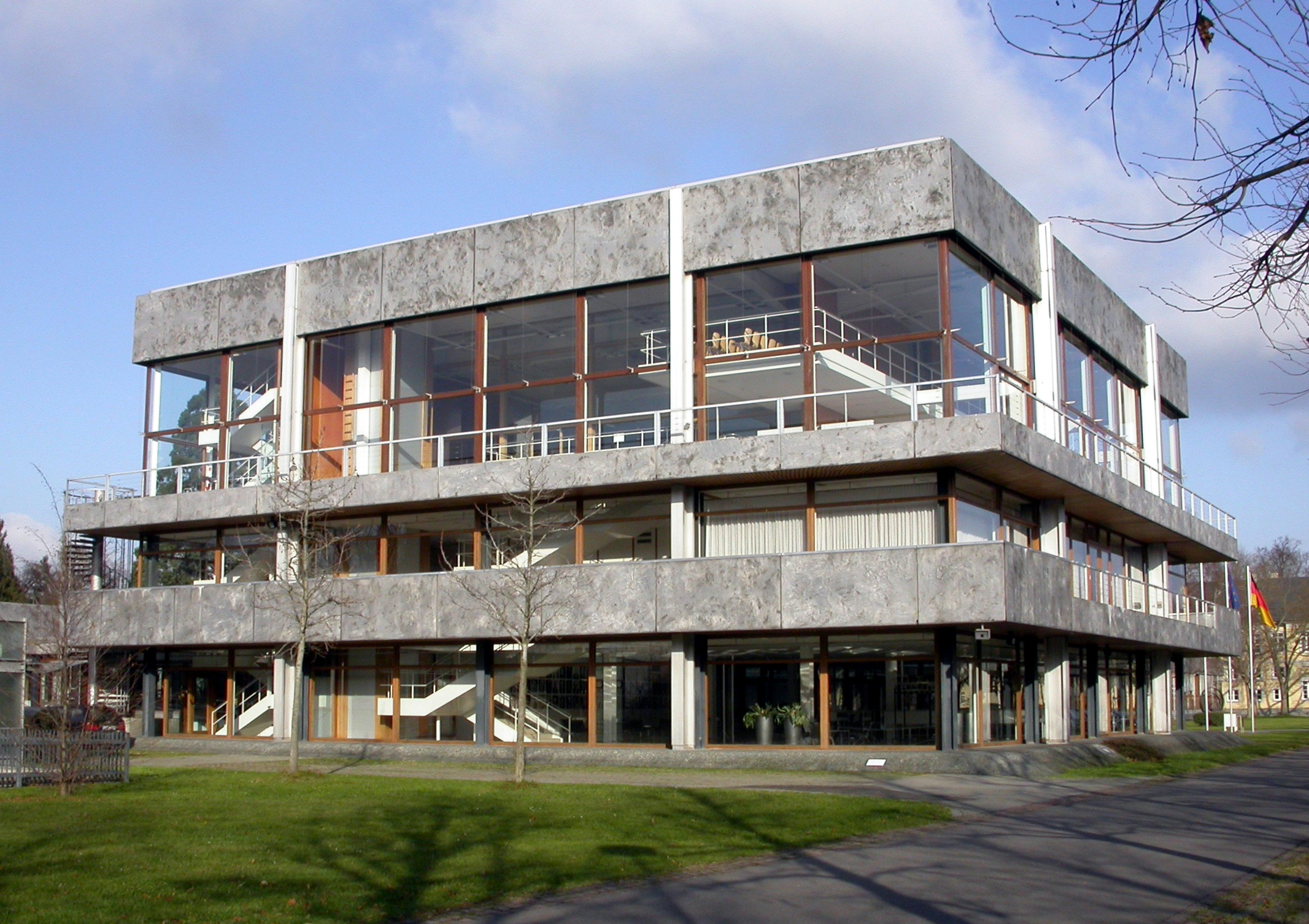
Karlsruhe, Gebäude des Bundesverfassungsgerichts

- Accra/Ghana: „Zwei Generationen, eine Zukunft“ ist das diesjährige Thema des Afrika-Forums, das auf Wunsch des deutschen Bundespräsidenten Horst Köhler zum ersten Mal auf afrikanischem Boden stattfindet. Führungskräfte jüngeren Alters aus Afrika und Deutschland treffen in diesem Rahmen auf Vertreter aus Politik und Wirtschaft.[63]
- Karlsruhe/Deutschland: Das Bundesverfassungsgericht lehnt in einem veröffentlichten Beschluss die Verfassungsbeschwerde des marokkanischen Terroristen Mounir al-Motassadeq ab, mit der seine Anwälte neben der Revision die Strafmaßentscheidung des Hanseatischen Oberlandesgerichtes in Hamburg verhindern wollten.[64]

### Samstag, 13. Januar 2007
- Chemnitz/Deutschland: Bei der Krone der Volksmusik gewinnt Florian Silbereisen die „Super-Krone“.

### Sonntag, 14. Januar 2007
- Paris/Frankreich: Nicolas Sarkozy wird Präsidentschaftskandidat der Konservativen für die anstehende Präsidentenwahl in Frankreich.[65]

### Montag, 15. Januar 2007

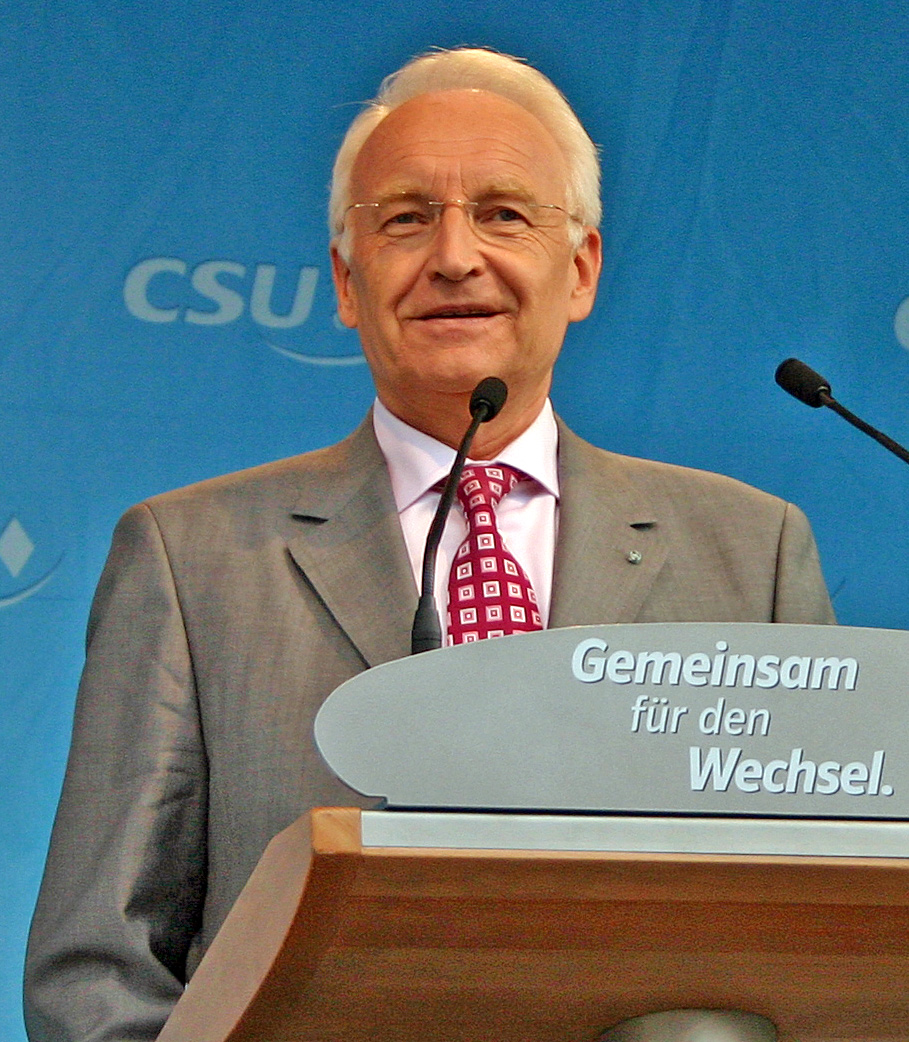
Edmund Stoiber

- Amrum, Sylt/Deutschland: Die Sturmfronten der vergangenen Woche verursachten schwerwiegende Schäden an den Nordsee-Inseln in Schleswig-Holstein. Im Süden der Insel Sylt verzeichnet der Landschaftsverband Sylt nach dem Orkan „Fritz“ einen Landverlust von 30 bis 50 Metern. In Kampen (Sylt) werden schon Stücke aus dem Kliff gespült. Zwischen Westerland und Wenningstedt sind bereits die Vordünen bedroht. An den meisten anderen Orten wird der künstlich zum Schutz der Insel aufgespülte Strand nahezu völlig abgetragen. So seien 100.000 Kubikmeter Sand von den Wellen davongetragen worden, ohne dass man eine Chance habe, während des andauernden Sturms Gegenmaßnahmen zu treffen. Auch Amrum hat es schwer getroffen. Dort berichtet man von Dünenverlusten bis zu 20 Metern im Nordwesten der Insel. Selbst in Helgoland verliert man an den Dünen am Nordstrand geschätzte 10.000 m³ Sand, was ungefähr 1000 Lastwagenladungen entspricht.[66][67]
- Bagdad/Irak: Trotz anhaltender internationaler Proteste gegen die Todesstrafe werden zwei enge Vertraute des irakischen Ex-Diktators Saddam Hussein hingerichtet. Dabei beweisen offizielle Filmaufnahmen der Exekution, dass einem der Hingerichteten, dem Halbbruder Saddams, Barzan Ibrahim at-Tikriti, dem einstigen Geheimdienstchef durch den Strang der Kopf abgerissen wird. Von den Sunniten wird erneut kritisiert, dass die schiitische Regierung die Todesstrafe auch über Awad Hamed al-Bander wie einen Racheakt inszeniert habe. US-Außenministerin Condoleezza Rice äußert sich enttäuscht über die „Art der Durchführung der Exekution“, während EU-Kommissionspräsident José Manuel Barroso und der italienische Ministerpräsident Romano Prodi die Hinrichtung scharf verurteilen.[68]
- München/Deutschland: Der Bayerische Verfassungsgerichtshof entscheidet, dass das bestehende Kopftuchverbot für Lehrerinnen an staatlichen Schulen in Bayern rechtens ist, und weist damit eine Popularklage des Vereins Islamische Religionsgemeinschaft ab.[69]
- Quito/Ecuador: Der politisch linksorientierte Rafael Correa wird als neuer Präsident von Ecuador vereidigt. Dabei kündigt er entscheidende demokratische Reformen und eine Beendigung des neoliberalen Wirtschaftssystems in seinem Land an. Die notwendigen Reformen möchte er mit einem Volksentscheid durchsetzen, da er im Parlament nicht über die notwendige Mehrheit zur Verfassungsänderung besitzt.[70]
- Wildbad Kreuth/Deutschland: Bayerns Ministerpräsident Edmund Stoiber ringt um seine politische Zukunft; er kämpfe für seine „Ziele, für den Erfolg Bayerns, für den Erfolg der CSU.“ Dabei verurteilen führende CSU-Politiker einen Bericht der Bild-Zeitung über eine außereheliche Affäre des stellvertretenden Parteivorsitzenden Horst Seehofer mit einer Büroangestellten als diffamierende Schlammschlacht, die den möglichen Nachfolger Stoibers bereits zu demontieren versuche. Stoiber stellt sich hinter Seehofer, spricht ihm sein uneingeschränktes Vertrauen aus und bezeichnet ihn als „politisches Alpha-Tier unserer Partei.“ Die bayrische SPD möchte gegebenenfalls mittels eines Volksentscheids Neuwahlen erzwingen, falls Stoiber nicht freiwillig geht.[71][72]

### Dienstag, 16. Januar 2007

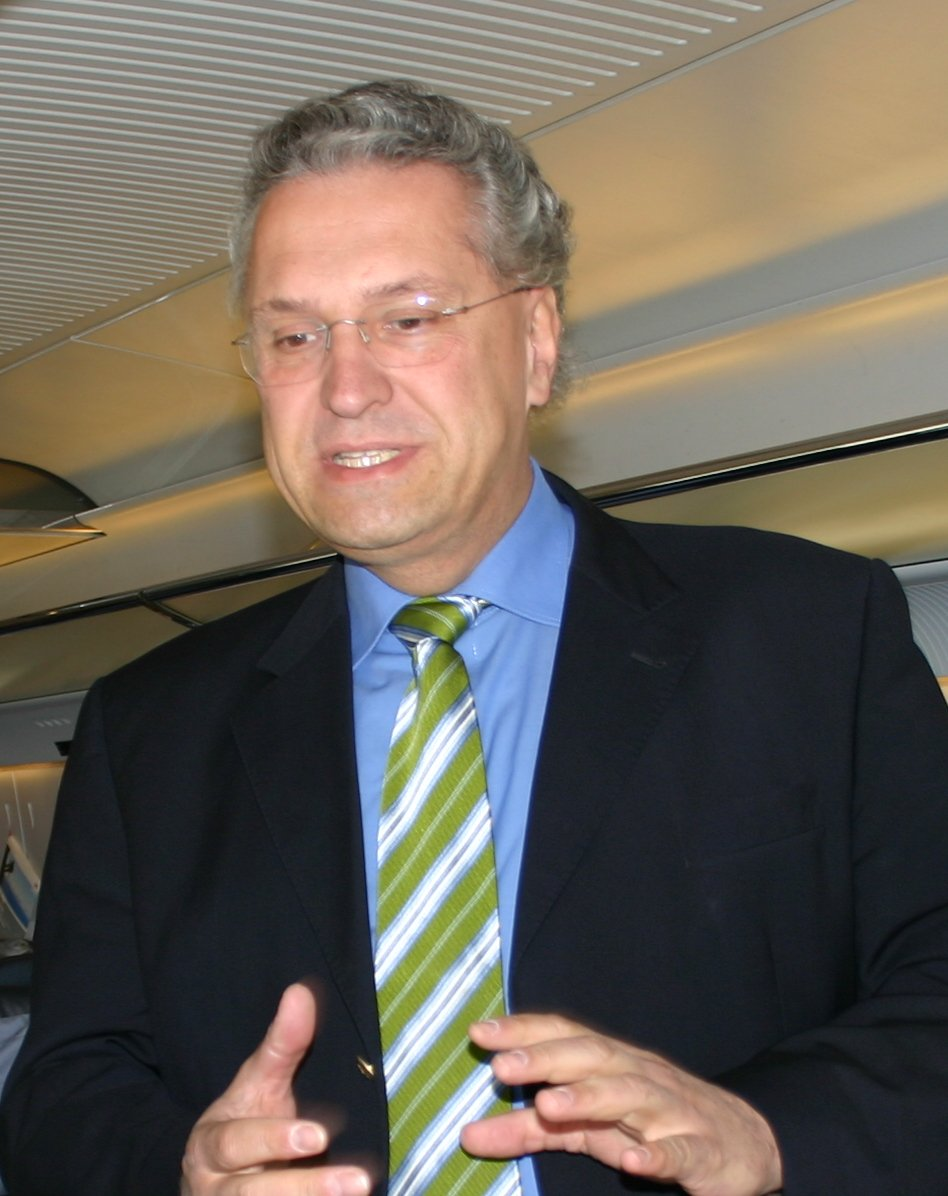
Joachim Herrmann

- Havanna/Kuba: Der kubanische Staatschef Fidel Castro befindet sich angeblich nach einer Darmperforation, durch die er täglich erhebliche Mengen Flüssigkeiten verliert, in einem bedenklichen Gesundheitszustand.[73]
- Messina/Italien: Bei einer Kollision zwischen dem Containerschiff „Susan Borchard“ und einem wesentlich kleineren Passagierschiff, dem Tragflächenboot „Segesta Jet“, in der Meerenge von Messina kommen vier Menschen der dortigen Mannschaft, darunter deren Kapitän, ums Leben. 130 Passagiere überleben die Katastrophe.[74]
- München/Deutschland: Der Dauerrekonvaleszent Sebastian Deisler verkündet auf einer Pressekonferenz des FC Bayern München aufgrund anhaltender gesundheitlicher Probleme seinen Abschied vom professionellen Fußballsport. Der 27-jährige Sportler galt als eines der größten technischen Talente des deutschen Profifußballs, der sich jedoch wegen seiner labilen Psyche und seiner fünffachen Knieverletzung letztlich nie international durchsetzen konnte.[75]
- Washington, D.C./Vereinigte Staaten: Barack Obama hat den ersten Schritt dazu gemacht, der erste afro-amerikanische Kandidat mit echten Chancen bei der Wahl zum 44. Präsident der Vereinigten Staaten und Nachfolger von George W. Bush im November 2008 gewählt zu werden. Da der Amtsinhaber kein drittes Mal antreten darf, kommt es sowohl bei den Republikanern wie auch bei den Demokraten zu Machtkämpfen. Mit der Gründung eines Sondierungskomitees, um für seinen geplanten Wahlkampf Spenden zu sammeln und Planungspersonal anzuwerben, bekundigt Obama erstmals nicht zu übersehende Ambitionen auf das Präsidentenamt, das letztmals 1988 vom afroamerikanischen Bürgerrechtler Jesse Jackson in vergleichbarer Weise angestrebt wurde.[76]
- Wildbad Kreuth/Deutschland: Der Druck auf Bayerns Ministerpräsident Edmund Stoiber wächst weiterhin in der CSU: Nach Aussage des Vorsitzenden der Landtagsfraktion, Joachim Herrmann, müsse der Parteichef „zum richtigen Zeitpunkt den Weg für eine Erneuerung“ öffnen. Eine Verkündung auf einem Parteitag im September 2007 lehne man ab. Dabei lässt Herrmann durchklingen, dass die Mehrheit der Fraktion einen anderen Spitzenkandidaten als Stoiber wünsche. Dieser verkündet in einer halbstündigen kämpferischen Rede, zur Verfügung stehen zu wollen, „er müsse es aber nicht“ um jeden Preis.[77]

### Mittwoch, 17. Januar 2007

Airbus-Logo

- Brüssel/Belgien: Der EU-Kommissar Stavros Dimas möchte vor allen Dingen die deutsche Automobilindustrie zwingen bis 2012 eine Kohlendioxid-Obergrenze für Neufahrzeuge von 120 Gramm pro Kilometer einzuhalten. Derzeit gilt ein freiwilliger Wert von 140 Gramm, der für 2008 gelten soll, aber von den meisten Herstellern verfehlt wird. Dimas’ deutscher Kollege Günter Verheugen lehnt die Pläne des Griechen energisch ab.[78]
- London/Vereinigtes Königreich: Die Atomkriegsuhr des Bulletin of the Atomic Scientists wird um 2 Minuten auf fünf vor zwölf vorgestellt. Die begründen die Wissenschaftler mit den Atomprogrammen in Nordkorea und Iran.[79]
- Paris/Frankreich: Nach Angaben von Airbus-Chef Louis Gallois fiel der Konzern 2006 erstmals seit sieben Jahren hinter den Konkurrenten Boeing aus den USA zurück. Kam Airbus 2006 auf 824 Bestellungen, so erzielte der Rivale aus den USA 1.050. Airbus schreibe trotz Rekordproduktion Verluste, die Auslieferungskrise um das Modell A380 verringere die Gewinnspanne.[80]

### Donnerstag, 18. Januar 2007

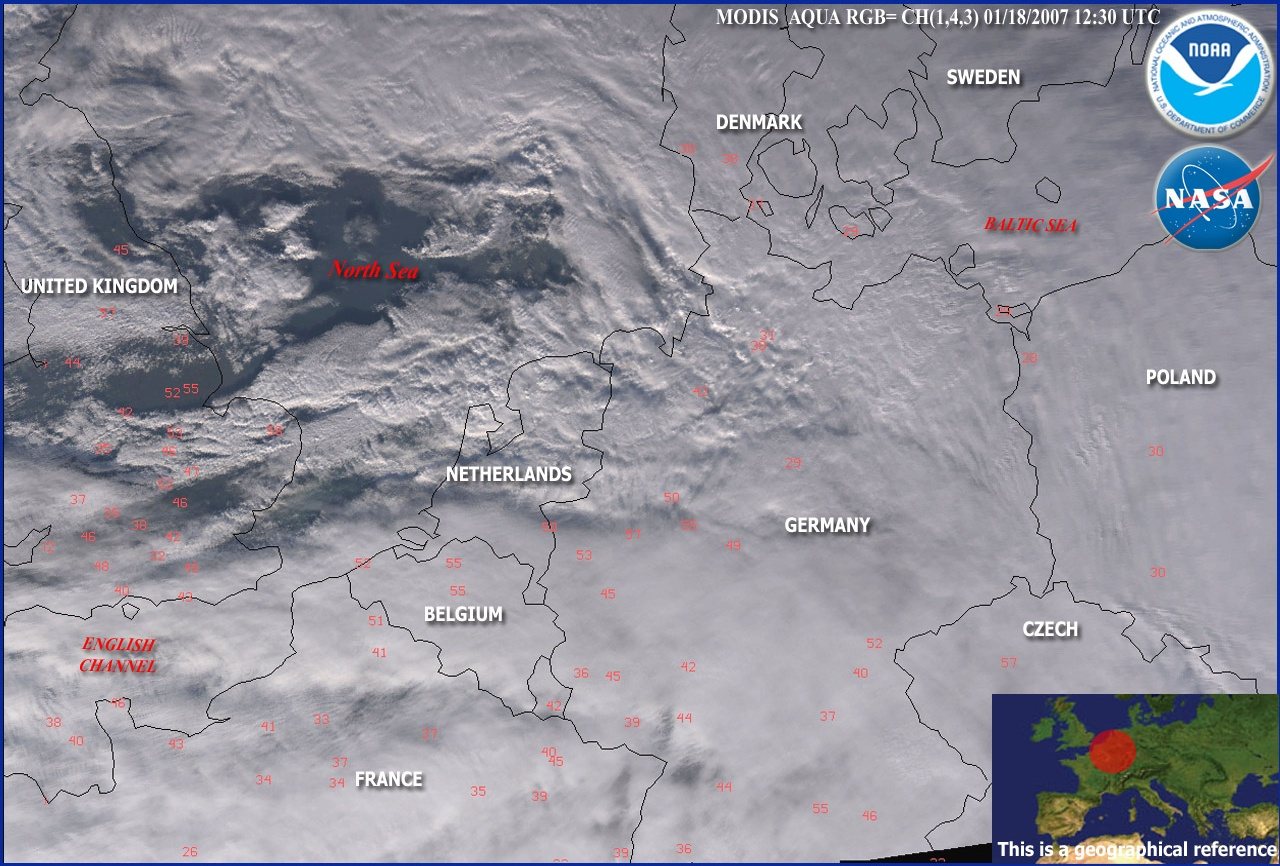
Orkan Kyrill am 18. Januar 2007, 12.30 Uhr UTC

- Europa: Der Orkan Kyrill wird zum schwersten Sturm für Deutschland und Teile Europas seit fast 20 Jahren. Mit Windgeschwindigkeiten jenseits von Windstärke 12 und über 200 km/h führt er in Deutschland zu einem landesweiten Verkehrschaos, da die Deutsche Bahn erstmals in der Geschichte der deutschen Eisenbahn den Zugverkehr aus Sicherheitsgründen ab dem frühen Abend komplett einstellt. Am schlimmsten wütet der Sturm in Nordrhein-Westfalen, wo ein Motorradfahrer in Essen und eine Autofahrerin bei Lippstadt sowie zwei Feuerwehrleute von umstürzenden Bäumen erschlagen werden. In Bayern erschlägt eine herausgerissene Scheunentür einen 73-Jährigen. Ebenso verliert eine Zweijährige ihr Leben durch eine Balkontür, die dem Sturm nicht standhielt; in Sachsen-Anhalt und Baden-Württemberg werden zwei weitere Autofahrer getötet. Die zahlreichen Autobahnbrücken über den Rhein müssen fast ausnahmslos gesperrt werden. Eine regelrechte Sturmflut an der Nordseeküste bleibt jedoch aus. Insgesamt sterben in Deutschland zehn Personen durch den Orkan Kyrill; europaweit 29 Menschen.[81][82][83][84]
- München/Deutschland: Bayerns Ministerpräsident Edmund Stoiber kündigt seinen Rücktritt für den 30. September 2007 an. Auch für die Neuwahl des CSU-Vorsitzenden im Herbst 2007 werde er nicht mehr zur Verfügung stehen.[85]

### Freitag, 19. Januar 2007
- Halle (Westfalen)/Deutschland: Die Handball-Weltmeisterschaft der Herren beginnt mit dem Spiel Deutschland gegen Brasilien. Es endet 27:22.

### Samstag, 20. Januar 2007
- Washington, D.C./Vereinigte Staaten: Die Demokratin, Senatorin und Frau von Ex-Präsident Bill Clinton, Hillary Clinton, kündigt ihre Kandidatur für das Amt des US-Präsidenten an. Die Kernthemen ihrer Politik sollen die Beendigung des Irak-Kriegs, die Energie-Politik, das hohe Staatsdefizit und eine Krankenversicherung für alle Amerikaner sein.[86]

### Montag, 22. Januar 2007

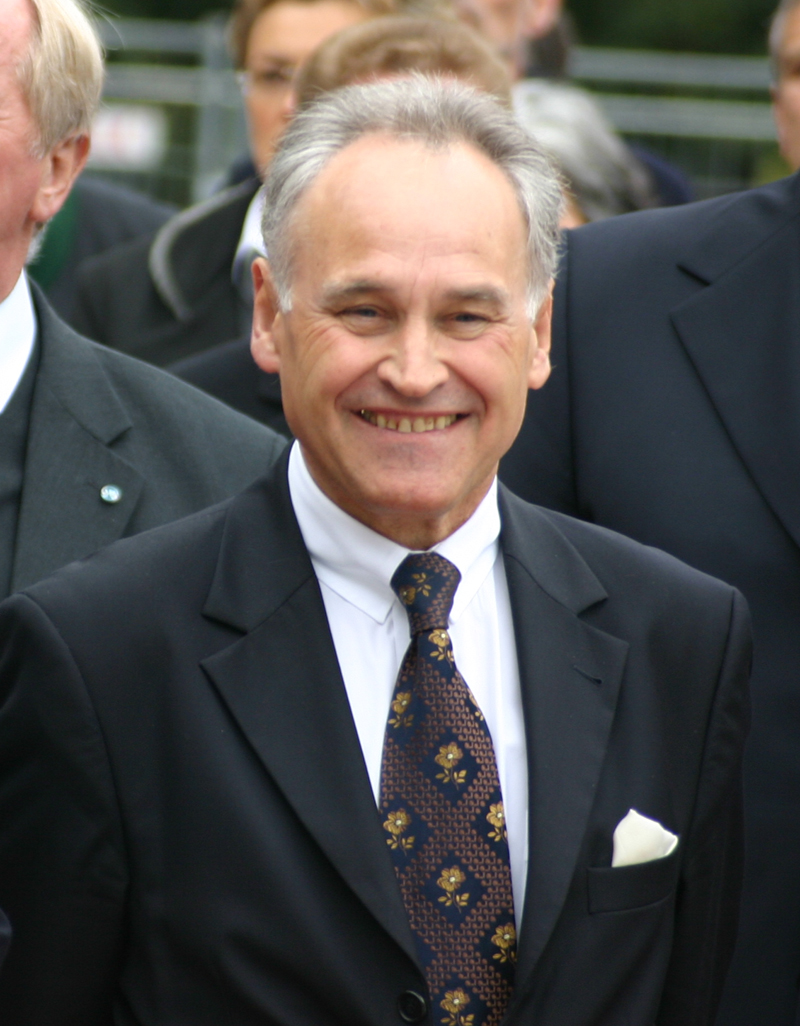
Erwin Huber

- Belgrad/Serbien: Aus den Parlamentswahlen in Serbien geht die nationalistische Srpska Radikalna Stranka von Tomislav Nikolić als stärkste Partei hervor. Diese hat aber keine Mehrheit zur Regierungsbildung.[87]
- Conakry/Guinea: In Guinea eskaliert der fast zwei Wochen andauernde Generalstreik gegen die Regierung von Lansana Conté. Bei den landesweiten Protesten kamen mindestens 11 Menschen ums Leben, mindestens 100 weitere wurden verletzt. Die Opposition wirft der Regierung Korruption, Willkürherrschaft und Brutalität vor.[88]
- Deutschland: Der so genannte „freiwillige“ Winterschlussverkauf tritt im gesamten Bundesgebiet in die entscheidende Phase. Aufgrund des milden Klimas wird bei Winterbekleidungs- und Wintersportartikeln mit Rabatten von bis zu 70 Prozent gerechnet.[89]
- München/Deutschland: In der bayerischen Landeshauptstadt finden Gespräche über die Nachfolge des sich im September 2007 aus der CSU-Parteispitze zurückziehenden Ministerpräsidenten Edmund Stoiber statt. Überschattet wird dieses Treffen durch den Machtkampf zwischen Bundeslandwirtschaftsminister Horst Seehofer, der als Wunschkandidat Stoibers für den Parteivorsitz gilt, und Bayerns Staatsminister für Wirtschaft, Infrastruktur, Verkehr und Technologie, Erwin Huber, der von der Basis favorisiert wird. Letzterer besteht auf dem Parteivorsitz, während Günther Beckstein als Favorit für den Posten des Ministerpräsidenten angesehen wird.[90]
- Paris/Frankreich: Der legendäre Armenpriester und Begründer der Wohltätigkeitsorganisation Emmaus Abbé Pierre, Henri Antoine Grouès, stirbt im Alter von 94 Jahren an einer Lungenentzündung.[91]

### Dienstag, 23. Januar 2007

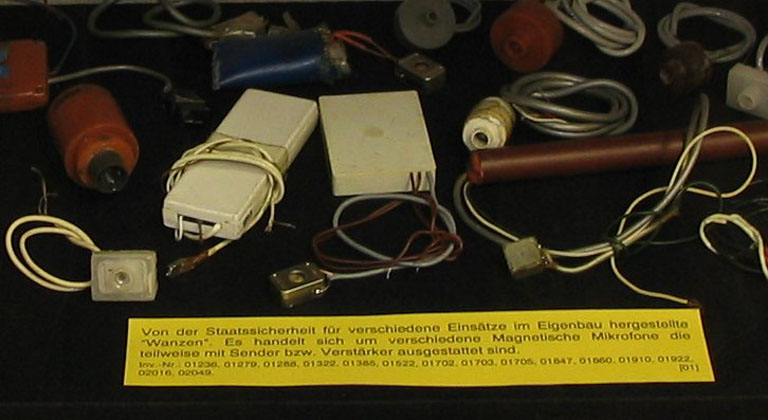
Abhörgeräte

- Berlin/Deutschland: Im Büro des Bundestagsabgeordneten Wolfgang Nešković (Die Linke) wird eine angebliche Wanze gefunden. Damit hätte das Mitglied des BND-Ausschusses und des geheim tagenden Parlamentarischen Kontrollgremiums (PKG), das für die Kontrolle der Geheimdienste zuständig ist, abgehört werden können. In der Zwischenzeit geht man jedoch nur von nicht „betriebsbereiten elektrischen Geräten“ aus, die dort nicht hingehörten.[92][93]
- Düsseldorf/Deutschland: In der nordrhein-westfälischen Landeshauptstadt führt die Polizei eine gesonderte Razzia in 26 Fällen im Schutzgeld-Milieu durch.
- Tel-Aviv/Israel: Die israelische Generalstaatsanwaltschaft kündigt an, Anklage gegen Staatspräsident Mosche Katzav wegen sexueller Übergriffe gegen weibliche Angestellte zu erheben.[94]

### Mittwoch, 24. Januar 2007
- Berlin/Deutschland: Der Minister des Auswärtigen Frank-Walter Steinmeier (SPD) gerät durch die Publikation von Geheimunterlagen in Widerspruch zu seinen Aussagen im Fall des von den Vereinigten Staaten im Gefangenenlager der Guantanamo Bay Naval Base inhaftierten Bremers Murat Kurnaz. Den Dokumenten ist zu entnehmen, dass sich Nachrichtendienste der USA im November 2002 beim Bundesnachrichtendienst darüber beschwerten, dass Deutschland entgegen der Unschuldsvermutung Kurnaz die Rückkehr verweigere. Steinmeier als damaliger Kanzleramtschef müsse den Vorgang gekannt haben.[95]
- Brüssel/München: Der Siemens-Konzern wird von der EU-Kommission mit dem Rekord-Bußgeld von 418 Millionen Euro für illegale Markt- und Preisabsprachen bestraft. Der Schweizer Konzern ABB, der die Ermittlungen angestoßen hat, ist dabei Nutznießer von der Kronzeugenregelung und geht ohne Strafe hervor. Der aus Frankreich stammende Schneider-Konzern kommt mit 8,1 Millionen Euro vergleichsweise bescheiden davon. Allerdings werden weitere Strafen auf die japanischen Konzerne Mitsubishi, Toshiba, Hitachi, Fuji und AE Power Systems „warten“.[96]
- Wuppertal/Deutschland: Im Wuppertaler Landgericht geht der seit Dezember 2006 dauernde so genannte Todespillenprozess zu Ende. Angeklagt ist der 23-jährige Eventmanager und Student Kejdi S., der seit 2004 in 16 Fällen gewerbsmäßig zum Tode führende Medikamente über das Internet an Suizidgefährdete verkauft hat. Zwei Menschen starben, darunter eine junge Polizistin, die übrigen fielen ins Koma, überlebten dank der Hilfe Dritter die an sich tödliche Dosis von Luminal und Truxal, werden aber aufgrund von schwerwiegenden Nekrosen ihr Leben lang an den Folgen leiden. Die Staatsanwaltschaft fordert fünf Jahre aufgrund des gewerbsmäßigen Tatbestandes und der Tatsache, dass sich der Angeklagte unter Vortäuschung falscher Umstände als Gleichgesinnter in einschlägige Chatrooms einloggte, um dort seinem lukrativen Geschäft nachzugehen. Da Selbstmord in der Bundesrepublik im Gegensatz zum Beispiel zu Großbritannien nicht strafbar ist, kann auch die Beihilfe nicht in vergleichbarer Form, sondern nur als schwerer Verstoß gegen das Arzneimittelgesetz geahndet werden. Die Verteidigung fordert eine mildere Strafe wegen Rezeptfälschung oder Medikamentenmissbrauchs. Kejdi S. wird zu drei Jahren und neun Monaten Gefängnis verurteilt. In der Urteilsbegründung hebt der vorsitzende Richter die Skrupellosigkeit, große kriminelle Energie und konspirativen Methoden hervor, mit der der Wuppertaler vorgegangen sei. Da die Staatsanwaltschaft zu Anfang von sechs Toten ausgegangen war, hatte sie fünf Jahre Haft gefordert. Die Verteidigung kündigt umgehende Revision beim Bundesgerichtshof an.[97][98][99][100]

### Donnerstag, 25. Januar 2007
- Stockholm/Schweden: Die diesjährigen Polar-Musikpreise gehen an den Tenorsaxophonisten Sonny Rollins und den Komponisten Steve Reich.[101][102]

### Freitag, 26. Januar 2007

UEFA-Logo

- Nyon/Schweiz: Der ehemalige französische Nationalspieler Michel Platini wird zum neuen Präsidenten des europäischen Fußballverbandes UEFA gewählt. Er setzt sich in einer erstmals notwendigen Kampfabstimmung gegen den bisherigen Amtsinhaber Lennart Johansson aus Schweden durch, der die UEFA seit April 1990 leitete.[103]

### Samstag, 27. Januar 2007
- Potsdam/Deutschland: Auf dem Landesparteitag der CDU Brandenburg erhält Ulrich Junghanns, Wunschkandidat des bisherigen Landesvorsitzenden Jörg Schönbohm, bei der Abstimmung über den neuen Vorsitz 112 Stimmen, während für seinen Konkurrenten Sven Petke nur 110 Delegierte stimmen.

### Sonntag, 28. Januar 2007
- Dublin/Irland: Die irisch-republikanische Partei Sinn Féin erkennt auf einem Sonderparteitag mit 2.000 Delegierten die nordirische Polizeibehörde an. Somit räumt sie ein wichtiges Hindernis auf dem Weg zur Wiederherstellung einer nordirischen Regionalregierung aus dem Weg und schafft laut dem Parteivorsitzenden Gerry Adams „die Möglichkeit […], die politische Landschaft auf dieser Insel für immer zu verändern“. Die Regierung des Vereinigten Königreichs versichert im Gegenzug, die Rolle des Geheimdiensts MI5 auf dem Gebiet der Provinz zu beschränken.[104]
- Melbourne/Australien: Der Schweizer Tennisspieler Roger Federer gewinnt das Finale im Herreneinzel der Australian Open in drei Sätzen gegen Fernando González aus Chile.[105]

### Montag, 29. Januar 2007
- Den Haag/Niederlande: Mit der Zulassung der Anklage gegen den kongolesischen Milizenführer Thomas Lubanga kommt es zum ersten Prozess am seit fünf Jahren bestehenden Internationalen Strafgerichtshof.[106]
- Düsseldorf/Berlin: Der Ausstieg aus dem subventionierten Steinkohlenbergbau für das Jahr 2018 gilt zwischen den Landesregierungen und der Bundesregierung als beschlossene Sache, da nun auch die SPD der Schließung der Zechen zustimmt. Dabei behalten sich das Land Nordrhein-Westfalen und die Sozialdemokraten eine erneute Überprüfung der Machbarkeitsstudie im Jahr 2012 mit Hinblick auf die Sozialverträglichkeit vor. Außerdem ist von dieser Regelung auch das Saarland betroffen.[107]
- Istanbul/Türkei: Türkische Sicherheitskräfte erzielen einen Erfolg gegen das weltweite Terror-Netzwerk Al-Qaida: Bei landesweiten Razzien werden insgesamt 46 Verdächtige verhaftet. Die Aktion erfolgt zeitgleich in Konya, Istanbul, Izmir, İzmit und Mardin.[108]

### Dienstag, 30. Januar 2007
- Addis Abeba/Äthiopien: Der Präsident Somalias Abdullahi Yusuf Ahmed kündigt zum Ende des Gipfels der Afrikanischen Union eine nationale Versöhnungskonferenz bei einem Treffen mit EU-Entwicklungskommissar Louis Michel an. Außerdem beschließt der Gipfel die Schaffung eines Weisenrats.[109]
- Brüssel/Belgien: Die im türkischen Wahlrecht verankerte Zehn-Prozent-Klausel ist nach Meinung des Europäischen Gerichtshofs für Menschenrechte gültig. Nach diesem Gesetz werden die Stimmen für eine Partei, die bei der Nationalratswahl weniger als zehn Prozent bekommen hat, auf nationaler Ebene nicht berücksichtigt.[110]
- Redmond/Vereinigte Staaten: Das Betriebssystem Windows Vista des Soft- und Hardwareherstellers Microsoft Corp. ist nun auch für Privatkunden erhältlich.

### Mittwoch, 31. Januar 2007
- Deutschland: Die erfolgreichste Girlband Kontinentaleuropas, die No Angels, verkündet nach einer vierjährigen Pause ihr Comeback zu viert statt zu fünft. Vanessa Petruo wird bei der Band nicht wieder einsteigen.[111]
- Karlsruhe/Deutschland: Das Bundesverfassungsgericht erklärt, dass die unterschiedliche Besteuerung im Erbschaftsteuerrecht in seiner derzeitigen Ausgestaltung verfassungswidrig ist. Da der Wert von Immobilien und Betriebsvermögen nach unterschiedlichen Kriterien ermittelt wird, führe dies zu willkürlichen Ergebnissen und verstoße damit gegen den Grundsatz der Gleichbehandlung. Das Gericht setzte dem Gesetzgeber zur Änderung des Erbschaftsteuergesetzes eine Frist bis zum 31. Dezember 2008.[112]
- London/Vereinigtes Königreich: Tata Steel übernimmt das europäische Stahlunternehmen Corus und sticht dabei den Hauptkonkurrenten, die brasilianische Companhia Siderúrgica Nacional, aus.[113]
- München/Deutschland: Im Entführungsfall Khaled al-Masri erlässt die Staatsanwaltschaft München 13 Haftbefehle gegen mutmaßliche Agenten des amerikanischen Nachrichtendiensts CIA.[114]
- Wiesbaden/Deutschland: Das Bundeskriminalamt warnt vor gefälschten E-Mails, die angeblich von ihrer Behörde stammen und den Adressaten mitteilen, dass ein Ermittlungsverfahren gegen den Empfänger wegen Schwarzkopiererei eröffnet werde. Als Anhang befindet sich dabei angeblich eine Strafanzeige zum Ausdruck, die man auszufüllen und an das BKA zusammen mit einer Stellungnahme faxen solle. Dabei handelt es sich jedoch um eine ausführbare Datei, bei der es sich offenbar um einen Trojaner handelt. Das fragliche Programm nistet sich in das System ein und lädt Dateien aus dem Internet nach, um Passwörter auszuspähen.[115]

## Weblinks

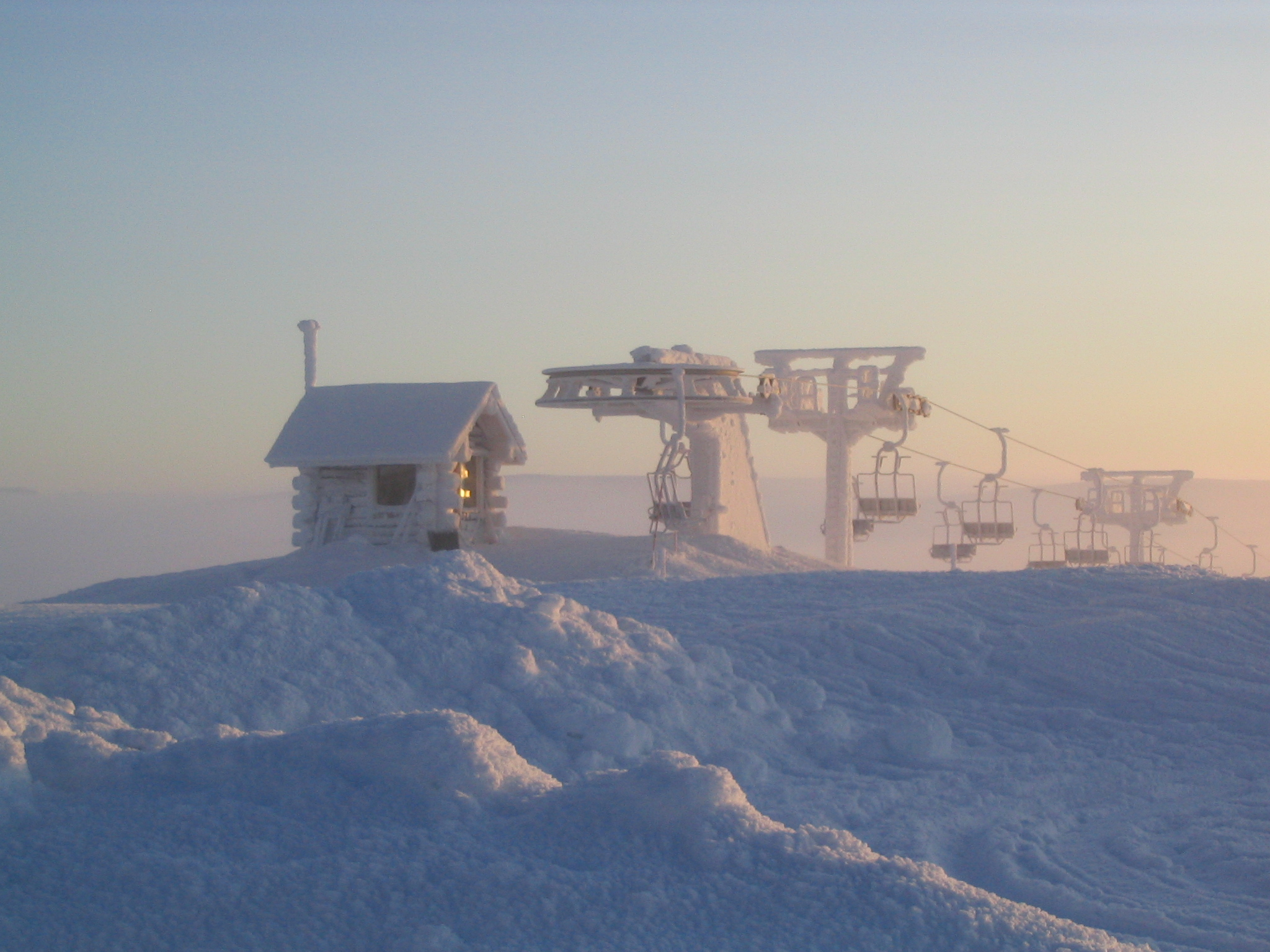
Finnland im Januar 2007